# Mesochorus triangularis
Mesochorus triangularis är en stekelart som beskrevs av Dasch 1974. Mesochorus triangularis ingår i släktet Mesochorus och familjen brokparasitsteklar. Inga underarter finns listade i Catalogue of Life.